# Армстронг, Джон Александр
А́рмстронг Джон Алекса́ндр (4 мая 1922, Сент-Огастин — 23 февраля 2010, Сент-Огастин) — американский историк и политолог.

## Биография
Джон Александр Армстронг родился 4 мая 1922 года в Сент-Огастин (Флорида, США). Он стал старшим из четырёх детей своих родителей — Джона Александра Армстронга и Марии Вирджинии Эрнандес.
Джон окончил среднюю школу в 1940 году, а затем краткий курс бизнес колледжа, после чего работал в химчистке и прачечной. В 1942 году начал обучение в Чикагском университете, но в ноябре был призван в Инженерные войска США (англ. United States Army Corps of Engineers). Проходил службу в 514 инженерном депо города Льеж, Бельгия.
В 1949 году окончил Чикагский университет, получив степени бакалавра философии (Ph.B.) и магистра. После окончания обучения вернулся в Европу в качестве члена представительства своего университета во Франкфуртском университете, Германия.
В 1950—1953 годах учился в Колумбийском университете, защитив затем диссертацию доктора философии публичного права.
Докторская диссертация Джона Армстронга — «Украинский национализм, 1939—1945» (англ. Ukrainian nationalism, 1939—1945 / by John A. Armstrong), впервые была опубликована в 1955 году и в дальнейшем несколько раз переиздавалась (1963, 1990), а в 2008 и 2014 годах выходила на русском языке.
После выхода на пенсию в 1984 году, Джон Армстронг вернулся в Сент-Огастин, где умер 23 февраля 2010 года.

## Научная деятельность
Научная деятельность Джона Армстронга преимущественно прошла в Висконсинском университете в Мадисоне, где на кафедре политологии он работал с 1954 по 1984 годы. Свободно владея французским, немецким, русским и украинским языками, свои исследования он базировал на множественных интервью с участниками событий и тщательной работе с архивными документами.
Заметной частью его научного интереса являлся Советский Союз. Основными работами этой темы стали монографии: «Советская бюрократическая элита» (англ. The Soviet Bureaucratic Elite) (1959); «Политика тоталитаризма» (англ. The Politics of Totalitarianism) (1961); и «Идеология, политика и правительство в Советском Союзе» (англ. Ideology, Politics and Government in the Soviet Union) (1962). Публикация монографий сделала Джона Армстронга одним из ведущих советологов США и позволила пройти путь от ассистента до профессора за шесть лет.
Джон Армстронг сыграл важную роль в создании университетских программ исследования СССР, Восточной Европы и славистики.

## Книги
- Джон Армстронг Партизанская война. Стратегия и тактика. 1941—1943. — М.: Центрполиграф, 2007. — 432 с. (Книга написана под руководством Дж. Армстронга, включает материалы других авторов)
- Джон Армстронг Советские партизаны. Легенда и действительность. 1941—1944. — М.: Центрполиграф, 2007. — 493 с. — 5000 экз. — ISBN 5-9524-2643-6.
- Джон Армстронг Украинский национализм. Факты и исследования. / Пер. Юрий Бехтин. — М.: Центрполиграф, 2014. — 368 с. — 2000 экз. — ISBN 978-5-9524-5145-2.